# 北朝鮮爆撃
北朝鮮爆撃（きたちょうせんばくげき、英語: Bombing of North Korea）では、1950年代前半の朝鮮戦争中に、アメリカ空軍を中心とする国連軍が実施した、朝鮮民主主義人民共和国（北朝鮮）への一連の爆撃について述べる。
1950年6月に、北朝鮮が大韓民国（韓国）へ侵攻を開始して以降、朝鮮戦争が終結する1953年7月まで、国連軍の空軍部隊は、北朝鮮領域に大規模な空襲を続けた。これはアメリカ空軍にとって、1947年にアメリカ陸軍航空軍から改組され、アメリカ陸軍から分離して以降、初めての大規模な空襲作戦でもあった。爆弾・焼夷弾・ナパーム弾などによって、北朝鮮全土の殆どの都市が打撃を受け、軍民問わず存在していた建物の85%が、破壊されたと推定されている。事実上、全ての建築物・都市・村落が攻撃対象とされ、戦争終盤には出撃したアメリカ軍の爆撃機が、攻撃対象を見つけられなくなる程となった。また、ダムに対する爆撃で広範な洪水が引き起こされ、北朝鮮は飢餓の危機に直面した。
朝鮮半島に投下された爆弾の総量は635,000トンで、うち32,557トンはナパーム弾であった。尚、これより前の第二次世界大戦中に、アメリカ合衆国が投下した爆弾は、ヨーロッパ戦域で1,600,000トン、太平洋戦域で500,000トン（うち160,000トンは日本本土へ投下）であった。朝鮮戦争を経て、北朝鮮は歴史上、南ベトナム（4,000,000トン）、ラオス（2,000,000トン）、カンボジア（500,000トン）と並ぶ膨大な爆撃を受けた国となった。

## 背景
朝鮮戦争が1950年6月に開戦してから9月までの間に、北朝鮮の朝鮮人民軍は快進撃を続けてアメリカ軍や韓国軍を次々と駆逐し、朝鮮半島のほぼ全域を手中に収めた。しかし1950年9月15日に韓国側の国連軍が北朝鮮軍の背後の仁川で上陸作戦を成功させると形成は逆転し、北朝鮮軍は北方へ追いやられた。そこへ10月19日に中華人民共和国（中国）から中華人民志願軍が北朝鮮側で参戦すると再び戦況が一転し、国連軍は1951年初頭まで後退を強いられ続けた。
戦争中、アメリカ国務省の意向により、中国と北朝鮮の間の国境地帯は爆撃対象から外された。

## 焼夷弾攻撃
1950年6月から10月にかけて、アメリカ空軍の太平洋空軍に属するB-29爆撃機が北朝鮮の物流や産業の要地へ大規模な爆撃を行った。早い段階で北朝鮮の朝鮮人民軍空軍を陸空で壊滅させ制空権を握るのに成功したアメリカ空軍は一切の抵抗を受けず爆撃機を送り込めるようになり、「北朝鮮の空は彼らの安全な前庭となった」。
開戦から4日後の6月29日、アメリカ空軍司令官ジョージ・E・ストラトメイヤーの要請を受けたアメリカ極東軍司令官ダグラス・マッカーサーは、直ちに北朝鮮への最初の爆撃作戦を承認した。アメリカ大統領ハリー・S・トルーマンも同日に空軍の作戦領域を北朝鮮に広げる命令を出していたが、これが極東軍本部のある東京に届いたのは翌30日であり、マッカーサーの命令はこれに先立つ形で実施された。

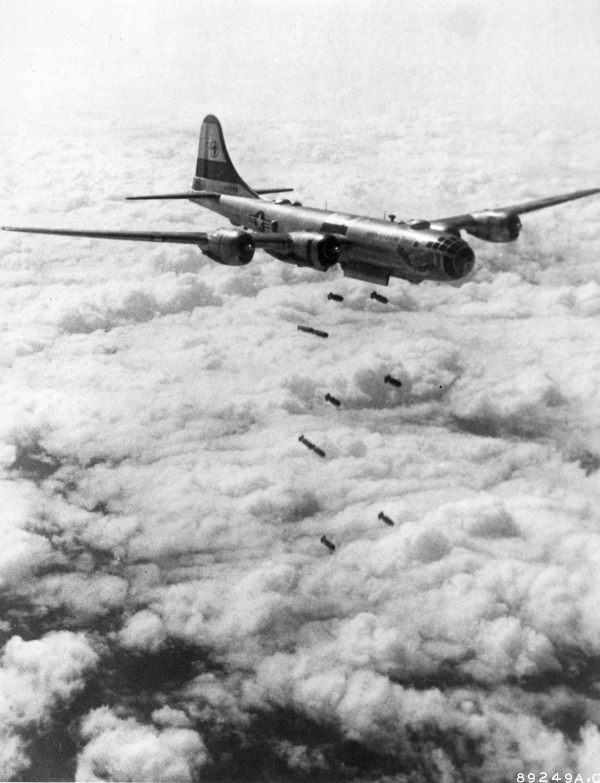
1,000 lb爆弾を朝鮮半島へ投下するB-29爆撃機（1951年8月）

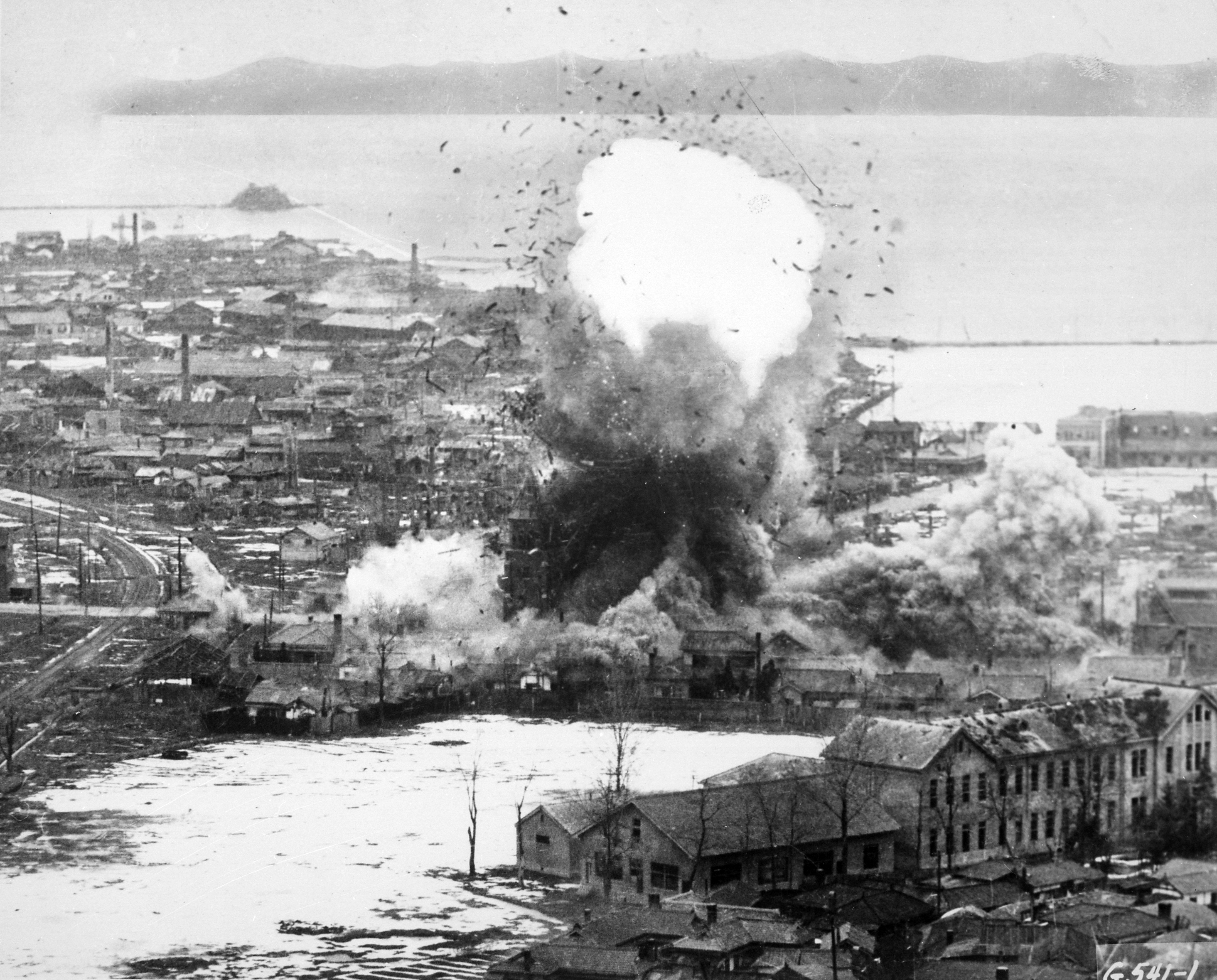
第5空軍の攻撃を受ける元山市の港湾施設（1951年）

1950年7月初頭、エメット・オドンネル少将が北朝鮮の5か所の都市へ焼夷弾攻撃を行う許可を要請した。彼はマッカーサーに、太平洋戦争で「日本を跪かせた」のと同じ焼夷弾攻撃を行うよう国連軍に通告すべきだと働きかけた。この通告案の中には、北朝鮮の指導部に対し「女性や子供、その他非戦動員を地獄から退避させる」よう警告する内容も含まれていた。オドンネルによると、マッカーサーは「いや......私にはまだそこまでする準備ができていない。私の指示は極めて明確だ。しかし心にとめておいてほしいのだが、その5つの産業中心地に、君が正真正銘の軍事目標へ爆弾を落とすというなら、私には何も後ろめたいことなどない。もし君が目標を外して人々を殺したり町の他の部分を破壊したりしたとしても、それも戦争の一部として受け入れよう。」と応じたという。
急速な前線の展開、情報の錯綜、友軍の後退に悩まされる中で、アメリカ空軍は7月にソウルや安東で韓国軍を援護する爆撃作戦を展開したが、その過程で龍山空襲をはじめとして膨大な民間人を巻き込み殺害することになった。1950年9月、マッカーサーは国際連合に対する公的報告書の中で、「無辜の市民を殺したり民間経済に損害を与えたりせぬようするという問題は引き続き残っており、私が個人的な関心を寄せているところである。」と記している。
1950年10月、ストラトメイヤーは新義州への攻撃許可を要請した。この地は推定6万人の人口を抱える道都であるが、ストラトメイヤーは「市内の最大限の範囲に、無警告で、焼夷弾や爆弾による」爆撃を提案した。翌日、マッカーサーの司令部は「ワシントンが発している基本方針からして、軍事的状況が明確にそれを求めていない限り、そのような攻撃は却下される。現状は、そのような状況ではない。」と返答した。
11月に中国が義勇軍を派遣し戦争に介入してくると、マッカーサーは北朝鮮への爆撃を拡大するよう命じた。その中には兵器庫や兵器工場、物流拠点への焼夷弾攻撃、さらには中朝国境を流れる鴨緑江にかかる橋の「朝鮮側」への攻撃も含まれていた。
11月3日、ストラトメイヤーはマッカーサーに、第5空軍司令官アール・E・パートリッジから「新義州を焼き払う」許可を取ってくれるよう要請した。この時もマッカーサーは、新義州を制圧した後に施設群を利用する計画であるとしていったん却下した。しかしマッカーサーは、同時にストラトメイヤーが出していたもう一つの提案を承認した。それは江界をはじめとした数都市への焼夷弾攻撃計画であった。「君がそう望むなら焼き払いなさい。だがストラト、それだけで留めてはいけない。君が敵にとって軍事的価値があると思う他の都市の連中への教訓となるように焼き滅ぼすのだ。」これが朝鮮戦争で初めて承認された都市への焼夷弾攻撃計画となった。同日夜、マッカーサー麾下の幕僚長がストラトメイヤーに、新義州への焼夷弾攻撃の許可も下りたと伝えた。ストラトメイヤーはこの時下った指令をまとめて、日記に「すべての北朝鮮の設備、施設、村は軍事的・戦術的目標となった」と記している。ストラトメイヤーは第5空軍と爆撃集団に「すべての連絡手段、すべての設備、工場、街、村を破壊」 せよという指令を発した。続いて11月5日、ストラトメイヤーは第5空軍司令官に対し「第5空軍指揮下の航空機は、シェルターとなり得るすべての建築物を含むその他すべての目標を破壊すべし」と指令した。同日、22機のB-29が江界を襲い、市の75パーセントを破壊した。
1951年4月にマッカーサーが国連軍最高司令官の地位から更迭された後も、後任者たちは爆撃戦略を引き継ぎ、その対象は北朝鮮全域に広がっていった。

### アメリカにおける評価
江界空襲を皮切りに、アメリカ空軍は一気に焼夷弾攻撃対象を広げ、北朝鮮の都市を焼き払っていった。作戦開始から3週間後の時点でアメリカ空軍が分析した各都市の破壊状況は以下のとおりである。
- 楚山 - 85%
- 会寧 - 90%
- 煕川- 75%
- 江界 - 75%
- 江東 - 90%
- 満浦 - 95%
- 南浦 - 90%
- 朔州 - 75%
- 新義州 - 60%
- 義州 - 20%

1950年11月17日、マッカーサーは駐韓アメリカ大使ジョン・J・ムチオに「あいにく、この地は砂漠となった」と告げた。「この地」とは、「現在我々がいる位置と（中朝）国境」の間にあるすべての領域をさしている。1951年6月25日、アメリカ上院議員ジョン・C・ステニスに「北朝鮮は事実上滅んだ、そうではないかね？」と問われたオドンネル極東空軍爆撃集団司令官は、次のように証言した。「ああ、はい......朝鮮半島はすべて、ほとんどすべて、ただただ酷い無秩序のうちにあるといっていいでしょう。すべてが破壊されたのです。名を付けるに足りるようなものは何も残っておりません。中国人がやってくる前に、我々は飛行停止状態になっていました。もはや朝鮮に攻撃目標はありません。」
1952年6月、停戦交渉が進む中で「空域でのプレッシャー」を維持する戦略の一環として、第5空軍は78か所の村を選定し、B-26軽爆撃機による破壊対象とした。朝鮮戦争休戦協定が成立して戦争が事実上終結した後、第5空軍は22の主要都市の破壊状況を以下の通り分析した。
| 都市名          | 推定破壊率                           |
| --------------- | ------------------------------------ |
| 安州            | 15%                                  |
| 鎮南浦 (南浦)   | 80%                                  |
| 定州            | 60%                                  |
| 海州            | 75%                                  |
| 咸興            | 80%                                  |
| 興南            | 85%                                  |
| 黄州            | 97%                                  |
| 江界            | 60%（以前の推定「75%」から下方修正） |
| 軍隅里 (軍隅洞) | 100%                                 |
| 兼二浦 (松林)   | 80%                                  |
| 茂山            | 5%                                   |
| 羅津 (羅先)     | 5%                                   |
| 平壌            | 75%（平壌空襲）                      |
| 沙里院          | 95%                                  |
| 新安州          | 100%                                 |
| 新義州          | 50%                                  |
| 城津 (金策)     | 50%                                  |
| 順安)           | 90%                                  |
| 雄基 (先鋒)     | 5%                                   |
| 元山            | 80%                                  |

爆撃作戦を通じて、北朝鮮のほとんどの建物は破壊された。戦争中に北朝鮮の捕虜となった最高位のアメリカ軍人であるウィリアム・F・ディーン少将によれば、彼が見た北朝鮮の都市や村の大半は瓦礫か雪に覆われた荒野となっていたという。アメリカ極東担当国務次官補のディーン・ラスクは、アメリカが「北朝鮮においては動くものすべて、何かの上に載っていたレンガすべて」を爆撃したと報告している。北朝鮮の工場、学校、病院、政府施設はみな地下へと逃れざるを得なかった。1950年11月、北朝鮮指導部は深刻な住宅問題を解決するため、国民に地下壕と半地下小屋を建て、トンネルを掘るよう指示した。

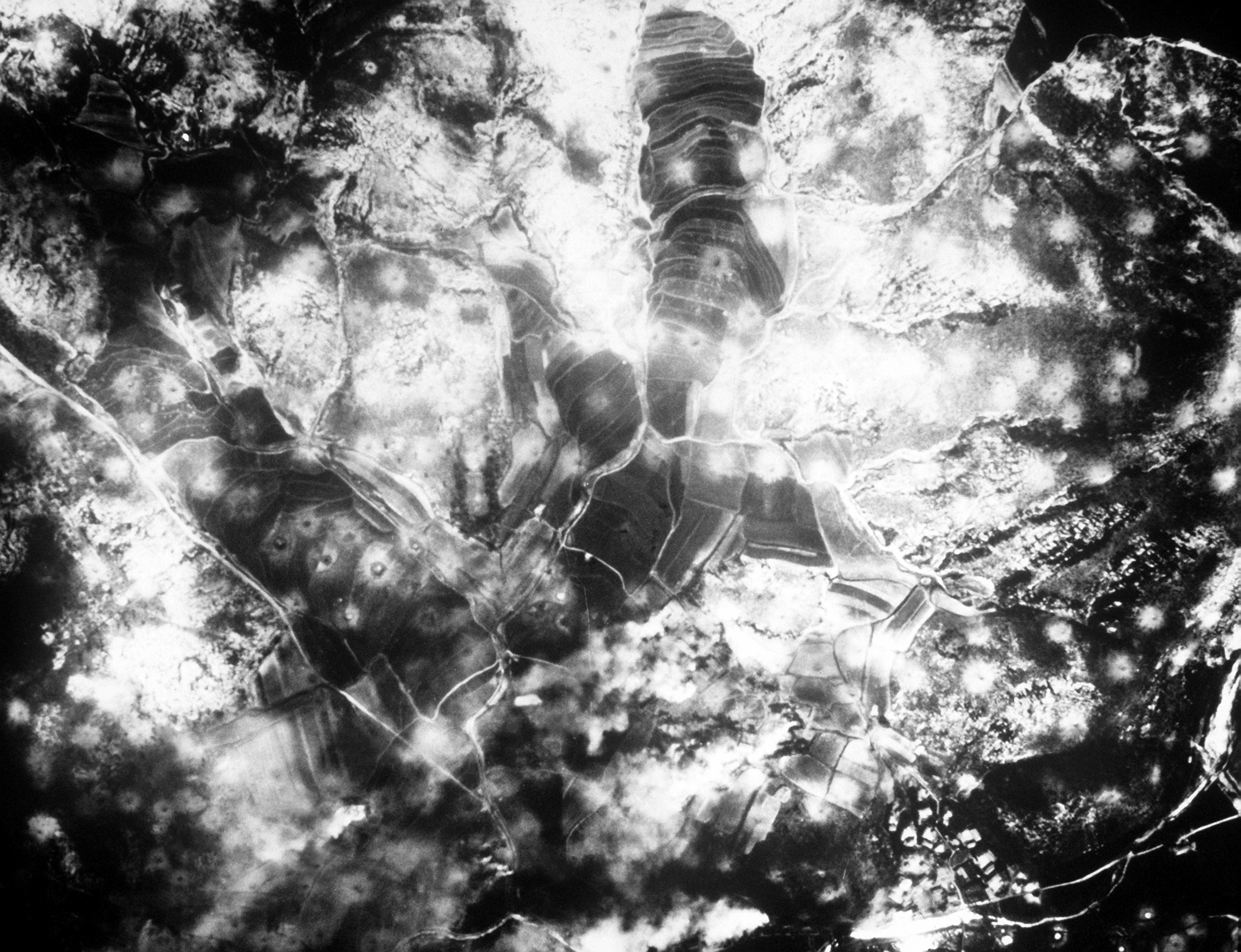
韓国軍の要請を受けたアメリカ空軍B-29により1950年8月16日に爆撃された、倭館（韓国・慶尚北道漆谷郡）付近の戦場

当時アメリカ戦略航空軍団の長であったカーチス・ルメイ大将は、1988年に空軍史家たちと行ったインタビューの中で、戦争全体で勝利を収めるためにとった行動の一つとして戦略爆撃作戦について触れ、「戦争が始まってすぐ、私は非公式に、ペンタゴンの『絨毯の下』へ、戦略航空軍団に北朝鮮のいくつかの街へ焼夷弾を撃ち込ませるべきだというメッセージを滑り込ませた。これについての返答は、これまた絨毯の下を通してきたのだが、（その作戦では）市民の被害が大きくなりすぎるので、そのようなことはできない、というものだった。我々はあそこへ行って戦い、ともかくも最終的には北朝鮮のすべての街、それと韓国の町も少々、あらゆる手段で焼き落とした......三年そこらの間に、我々は、その、北朝鮮人口の20パーセントを攻撃したり飢餓に陥れたり野晒しにしたりして殺害したんだって？3年でそれなら誰にとっても受け入れられる程度だろう。でも最初に一握りの人を殺していればって、いや、それじゃ満足いかないよ。」と語っている。
北朝鮮の首都である平壌は75パーセントの領域が破壊され、アメリカ軍がもはや目標にする価値があるものが残っていないと判断して空襲を取りやめたほどであった。作戦の終盤には、アメリカの爆撃機は攻撃目標を見つけられず、歩道橋のようなささいなものに爆弾を落としたり、海へ爆弾を投棄したりすることもあった。

### 国際的調査
1951年5月、東ドイツ、西ドイツ、中国、オランダからのメンバーで構成された調査団が、「メンバーは調査の旅程上で、破壊を免れた町は一つも見つけられず、無傷な村は極めて少数だった。」と報告した。
イギリス首相ウィンストン・チャーチルは非公式に、アメリカ空軍がナパーム弾を「すべての市民の頭上にばら撒」き、「極めて大勢の人々を拷問にかけて」おり、「あまりに残酷」であると批判した。チャーチルはアメリカ統合参謀本部議長のオマール・ブラッドレーにその意向を伝えたものの、ブラッドレーはそれを公にすることはなかった。公的には、チャーチルがブラッドレーに「アメリカのナパーム弾攻撃をイギリスが支持しているという声明を出す」ことを認めた、ということになっている。
1951年8月、ハンガリー人戦争特派員ティボル・メーライは、「鴨緑江と首都の間の領域における完全な荒廃」を目にしたと報告している。彼によれば、「もはや北朝鮮に都市は存在せず」、「荒廃しかないせいで、まるで月面を旅しているかのような感覚だった――すべての都市は煙突の集合体と化していた。」。
国連軍司令部からの公式発表では、北朝鮮における破壊の度合いは婉曲的な表現でぼかされている。例えば町や村を滅ぼしたことを数千の「建物」を破壊したと表現し、都市の中の補給拠点を攻撃した際にはまるで都市全体が目標となる「補給拠点」を構成していたかのような説明がなされていた。

## 爆撃目標と精度
表向きは、アメリカ軍の空爆目標は物流拠点（駅、操車場、集積場、鉄道）と戦争継続に不可欠な産業施設に限られるとされていた。この方針は、第二次世界大戦後半に行われた大規模な民間目標への爆撃が戦後に再検討され、非生産的かつ非道徳的だと結論付けられたうえで設定されたものだった。
しかし北朝鮮では、実際には市民に多大な被害が出たことが報告されている。軍事アナリストのKim Taewooは、爆撃の精度があまりにも低かったためにこのような爆撃方針と実際の損害の乖離が生まれたとしている。アメリカ空軍の分析によると、20フィート (6.1 m)から500フィート (150 m)の目標に80パーセントの確率で命中させるには、209発もの爆弾を投下する必要があった。逆にそのような爆撃をしたところで、爆弾の99.3パーセントは目標に当たらないということであった。「精密」爆撃の目標とされた施設はたいてい人口密集地のなかに立っていたことから、アメリカ空軍が標的を絞ったにもかかわらず多くの市民が犠牲となった。

## 大規模ダムへの攻撃
戦争の後半に入り、都市部の目標を破壊し尽くしたアメリカの爆撃機は、水力発電用や農業用のダムを破壊し、農地と穀物を洪水で押し流した。水力発電所への攻撃は、1952年6月の水豊ダムに対する大規模な爆撃作戦から始まっていた。
1953年5月13日、第58戦闘爆撃航空団に所属するF-84戦闘機20機がToksanダムを攻撃した結果、平壌の建物700棟と数千エーカーの田が洪水で破壊された。5月15日から16日にかけてはF-84の二個大隊がChasanダムを攻撃した。Toksanダム破壊による洪水は、大同江の峡谷を27マイル (43 km)にわたって「洗い流した」。その後もKuwongaダム、Namsiダム、泰川ダムが爆撃を受けた。これら5か所のダム攻撃とそれに伴う洪水によって、数百万人の北朝鮮人が飢餓の危機にさらされた。アメリカの北朝鮮史家チャールズ・K・アームストロングによれば「中国、ソビエト連邦、その他の社会主義国からの緊急支援によってようやく、飢餓の拡大は防がれた。」。

## 犠牲者数
2001年に韓国の朝鮮日報が報じたところによれば、北朝鮮におけるソ連大使兼主席軍事顧問を務めていたウラジーミル・ニコラエヴィチ・ラズヴァエフが、戦争中の空襲による北朝鮮人の死者は282,000人に上ると報告していた。
韓国国防部は、朝鮮戦争全体における韓国人の死傷者を990,968人と推定し、うち373,599人 (37.7%)が死者であるとしている。一方で北朝鮮側の死傷者（行方不明者を含む）は1,500,000人と推定している。なお死者のみの数字は報告されておらず、国連軍の航空作戦に伴う犠牲者推定も出されていない。
アームストロングは、北朝鮮人口（約1000万人）の12–15パーセント、すなわち120万人から150万人が戦争中に殺害されたと推定している。彼も、その中のいかほどが民間人であったか、また国連軍の航空作戦の影響であったかは計算していない。北朝鮮軍人の死者数は、アメリカ国防総省の推定では214,899人、オスロ国際平和研究所のCorrelates of Warプロジェクトでの推定データによれば316,579人とされている。
ルメイは1988年のインタビューで、北朝鮮人口の約20パーセントが戦争中に死亡（国連軍の航空作戦によるものを含む）したという認識を示している。

## 影響
アームストロングは、爆撃作戦は北朝鮮のその後の発展や北朝鮮人の心情に「想像を絶する」根深い衝撃を与えたと述べている。
民間目標を無差別攻撃しているというロシア（ソ連）の批判は、アメリカ人にはまったく響かなかった。しかし北朝鮮人には、3年近くにわたってB-29の恐怖、それも原爆がくるというのも含めた脅威に晒され続けて、アメリカ軍の航空戦にたいして深く尾を引く印象が残った。北朝鮮政府はアメリカからの空襲に無防備であったという教訓を決して忘れることはなく、半世紀にわたって休戦が続く間に対空防衛を強化し続け、地下施設を構築し、最終的には核兵器を、かつてのような事態に二度と陥らないために開発するに至った。......対アメリカ戦争は、他のどんな要因よりも、北朝鮮国民に外部からの脅威に対する集団的な不安と恐怖を与え、それは終戦後も長く続くことになった。

北朝鮮人や一部の外部の者の目には、アメリカが民間インフラを攻撃して都市を破壊し極めて多数の民間人を殺害したのは戦争犯罪であったと映っている。歴史家のブルース・カミングスは、アメリカの空襲作戦をジェノサイドに結び付けている。

非戦闘員免責の国際的規範に関するアメリカの言説の遺産とその影響について幅広く執筆している歴史家のサー・コンウェイ・ランツは、朝鮮戦争中の爆撃について以下のようにまとめている。
戦争を通じて、アメリカの軍部・文民の高官は「軍事目標」という言葉の範囲を事実上すべての人造物に広げ、軍と民の区別があいまいな敵（北朝鮮）社会の構造を利用した。彼らは北朝鮮の民間インフラを破壊するために、総力戦の論理を持ち出した。ほぼすべての建物は、小さなものでも軍事目的に使うことができるので、敵前線の背後のほぼすべての物理的インフラを軍事目標と見なし、自由に攻撃したのである。 この拡大解釈は、民間人を助ける意義に対する楽観主義を強めるとともに、アメリカの焼夷弾攻撃が朝鮮半島の民間人を苦しめているということを、米国人の意識からあいまいにする方向に働いた。